# Martin Lönnebo
Karl Martin Lönnebo, född 27 februari 1930 i Storkågeträsk i Skellefteå landsförsamling, Västerbottens län, död 26 april 2023 i Domkyrkodistriktet i Linköping, var en svensk kyrkoman och författare. Han var biskop i Linköpings stift 1980–1995.

## Biografi
Martin Lönnebo var son till hemmansägaren Nils Andersson och Hildur, född Sandström. Uppväxtförhållandena var knappa och starkt religiöst präglade.Han studerade vid Johannelunds missionsinstitut och prästvigdes för arbete i Evangeliska Fosterlands-Stiftelsens yttre mission 1954. Han blev fil. kand. 1955 och teol. kand. 1957 vid Uppsala universitet. År 1964 disputerade han för teologie doktorsgrad på avhandlingen Albert Schweitzers etisk-religiösa ideal och blev docent i religionsfilosofi.
Han var präst i Uppsala stift från 1959 och blev stiftsadjunkt där samma år. Han var pastoratsadjunkt i Uppsala med verksamhet som studentpräst och blev domkyrkokaplan i Uppsala 1968 samt domprost i Härnösand 1977. Han valdes till biskop i Linköpings stift 1980 och blev emeritus 1995.
Under sin tid i Uppsala var Lönnebo i många år lärare i homiletik vid den praktisk-teologiska övningskursen för blivande präster. Ett resultat av detta är hans inflytelserika böcker Homiletik och Religionens fem språk. År 1995 blev han filosofie hedersdoktor vid Linköpings universitet.
Martin Lönnebo skapade Ljusbäraren, för hopp i världen. Under allhelgonahelgen tänds tusentals ljus i ljusbärare i kyrkorna. De är ibland formade som glober och symboliserar hopp för världen. Idén med ljusbärare kom till vid ett möte i Uppsala 1968, där Martin Luther King skulle ha deltagit. När han sköts ihjäl en tid dessförinnan tog en av domkyrkans präster initiativ till en stor ljusstake. En så kallad ljusbärare, med titeln "Folkförsoningens träd", fick hedra medborgarrättskämpens minne. I Sverige är ljuständning den kanske vanligaste religiösa ritualen – ett uttryck för folklig och allmänmänsklig andlighet. På kort tid har en stor ljusstake för små andaktsljus blivit så gott som standard i Sveriges kyrkor, och vid större katastrofer och händelser fylls ljusbärarna runt om i landet snabbt med tända ljus. Prästen var Martin Lönnebo, som senare skulle bli känd som biskop, författare och skapare av den så kallade Frälsarkransen, ett radband av olika pärlor som var och en representerar olika aspekter av kristen tro.
Han skrev barnboken Tagge och Snagge tillsammans med sonen Mattias Lönnebo.